# Ludwik Ksawery Łubieński
Ludwik Ksawery Łubieński z Łubnej herbu Pomian (ur. 1839 w Demence, zm. 1893) – polski adwokat, uczestnik powstania styczniowego, autor tekstu piosenki „Ostatni mazur”. 

## Życiorys
Był synem Eugeniusza Łubieńskiego (uczestnika powstania listopadowego, rotmistrza 4 Pułku Ułanów). Skończył studia prawnicze. W czasie powstania styczniowego służył w oddziale Józefa Grekowicza (bitwa pod Szklarami) oraz w oddziałach Dionizego Czachowskiego i Antoniego Jeziorańskiego. W czasie bitwy pod Kobylanką zasłużył się wyrwaniem sztandaru z rąk nieprzyjaciela, lecz został ciężko ranny i został wzięty do niewoli. Przez pół roku był więziony w Cytadeli Warszawskiej, a następnie przez rok w więzieniu lwowskim (został wydany władzom austriackim).
Uzyskał stopień naukowy doktora praw. Brał czynny udział w życiu społeczno-narodowym. W roku 1882 zasłynął jako zdolny obrońca, uczestnicząc w procesie Olgi Hrabar i współtowarzyszy. 
Od lat młodzieńczych zajmował się też twórczością literacką. Jest autorem wielu utworów, przeważnie o charakterze patriotycznym. Powszechnie znany jest tekst piosenki „Ostatni mazur”, do której muzykę napisał Fabian Tymulski (według części źródeł – Tymolski). Tekst powstał w czasie uwięzienia w warszawskiej cytadeli.
Tym mazurem zwykle kończono bale w dwudziestoleciu międzywojennym. Był błędnie łączony z czasami powstania listopadowego (z bitwą o Olszynkę Grochowską), a również z czasami księcia Józefa Poniatowskiego (melodię niekiedy przypisywano Fryderykowi Chopinowi). Jest również obecnie odtwarzany przy okazji uroczystości o charakterze patriotycznym.

## Życie prywatne
Około 1870 roku Ludwik Ksawery Lubieński ożenił się z Jadwigą „Słotyło” Bilińską (ur. ok. 1850), z którą miał cztery córki (ur. 1876 – ok. 1880). Umarł w roku 1893.